# Silnice II/439
Silnice II/439 je silnice II. třídy, která vede z Ústí do Kunovic. Je dlouhá 13,1 km. Prochází dvěma kraji a dvěma okresy.

## Vedení silnice

### Olomoucký kraj, okres Přerov
- Ústí (křiž. II/438, III/4391, III/4392)
- Horní Těšice (křiž. III/4399, III/43910)

### Zlínský kraj, okres Vsetín
- Kelč (křiž. III/4387, III/4392, III/43911, III/43917, III/43918)
- Lhota (křiž. III/43919)
- Kunovice (křiž. II/150, III/43921)